# Бахтијор Зајнутдинов
Бахтијор Батиржанули Зајнутдинов (каз. Бақтияр Батыржанұлы Зайнутдинов; Тараз, 2. април 1998) је казахстански фудбалер који тренутно наступа за Бешикташ. Игра на позицији везног играча.

## Успеси
Астана
- Премијер лига Казахстана (1) : 2018.[6]
- Суперкуп Казахстана  (1) : 2018.[7]

 ЦСКА Москва
- Куп Русије (1) : 2022/23.[8]
- Суперкуп Русије: (финале: 2023)[9]

 Бешикташ
- Куп Турске (1) : 2023/24.
- Суперкуп Турске (1) : 2024.

Појединачни
- Најбољи млади играч и откриће сезоне Премијер лиге Казахстана: 2017.[10]
- Медаља За заслуге у раду: 2023.[11]